# Middelvinger

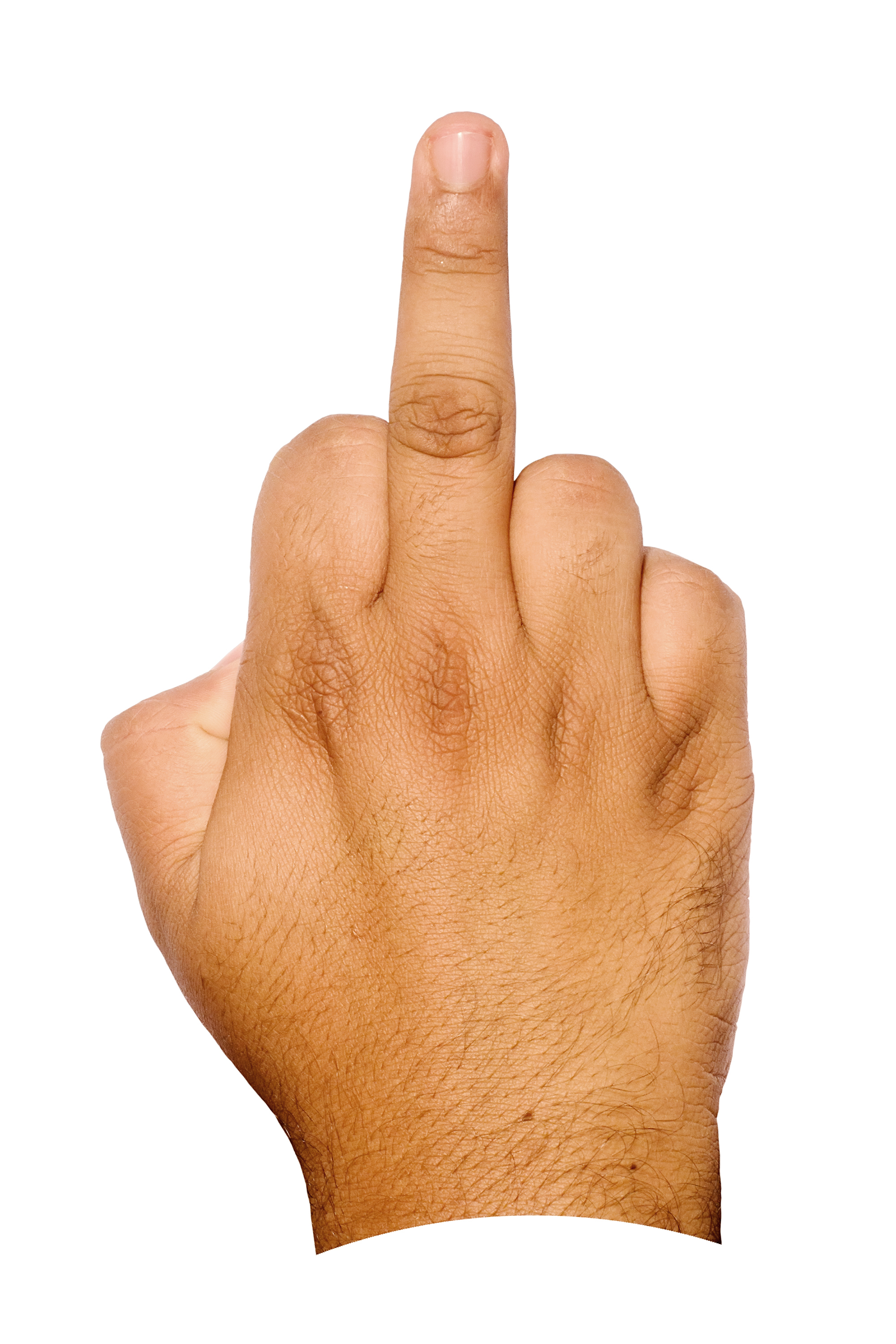
De middelvinger

De middelvinger, digitus III, digitus medius, digitus tertius, ook wel middenvinger, is de derde en tevens middelste vinger van de menselijke hand.

## Gebaar
Het gebaar een middelvinger naar iemand op te steken is 2500 jaar oud en komt uit het oude Griekenland, waar het katapugon, κατάπυγον, werd genoemd en onder meer de betekenis had van anale seks of een homoseksuele relatie. Katapugon, vrouwelijk: katapugaina, is een samenstelling van de Griekse woorden kata, κατά, in de betekenis van omlaag, en pugē, πυγή, wat anus betekent. Het gebaar werd gebruikt tijdens Griekse toneelspelen waar het gezien werd als een uitnodiging voor anale seks. De Romeinen namen het gebaar over en noemde het digitus impudicus. Anders dan bij de Grieken gold het opsteken van de middelvinger als een obsceen en beledigend gebaar. In een scabreus epigram van de Romeinse dichter Martialis, uit de eerste eeuw na Christus, wordt het gebaar aangehaald:
| Rideto multum qui te, Sextille, cinaedum Dixerit et digitum porrigito medium. Sed nec pedico es nec tu, Sextille, fututor, Calda Vetustinae nec tibi bucca placet. Ex istis nihil es, fateor, Sextille: quid ergo es? Nescio, sed tu scis res superesse duas. | Lach iedereen maar uit, Sextillus, die zegt dat jij je van achteren laat nemen als een vrouw, en toon hun je middelvinger. Maar toch ben jij, Sextillus, ook geen stoere kont- of kutneuker, en laat jij je ook niet verwennen door de warme mond van Vetustina. Ik geef het toe, Sextillus, jij bent niks van dit alles. Maar wat ben je dan wel? Ik weet het niet, maar jij weet dat er slechts twee dingen overblijven. |

Het gebaar verspreidde zich met de groei van het Romeinse Rijk over de culturen en kwam in Zuid-Europese landen ook terug in bronnen uit de eerste eeuw waar het gebruikt werd om het kwade oog te bezweren. Een andere mogelijke verklaring voor het gebaar zou komen uit de medische praktijk. Als er zalf moest worden gesmeerd, indertijd nog met de blote hand, dan deed men dit met de middelvinger om zo de wijsvinger schoon te houden.
Het opsteken van de middelvinger is ook in de huidige tijd een bekend gebaar gebleven. Het fuck-you-gebaar, the finger, kwam overwaaien uit de Verenigde Staten van Amerika, waar het de expliciete betekenis heeft van sit on this of up your ass. Het gebaar is in Nederland relatief jong. Er was daarvoor, voor de jaren 1970, een ander gebaar waarbij men de duim tussen wijs- en middelvinger stak en zo een vuist maakte als beledigend. Het opsteken van de middelvinger tegen een agent valt in Nederland onder artikel 266 van het wetboek van strafrecht: Belediging. De maximale straf voor dit artikel is drie maanden gevangenisstraf of een geldboete van de tweede categorie (maximaal 450 euro).

## Wetenswaardigheden
Een vingersprookje is een versje waarin alle vingers van de hand voorkomen. Ze worden bij het opzeggen aangewezen of opgestoken.
pink · ringvinger · middelvinger · wijsvinger · duim